# Diocèse de Banjul

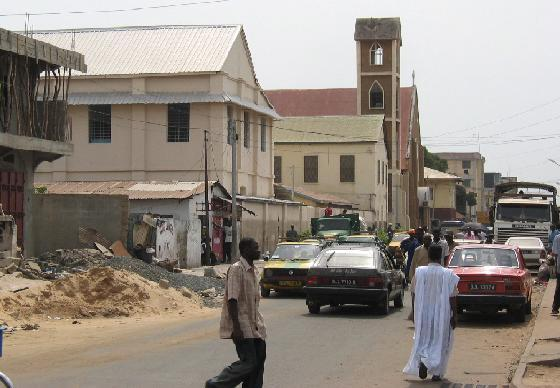
Banjul, partie est de la ville, à l'ouest de la rue Wellington

Le diocèse de Banjul (en latin : dioecesis Baniulensis ; en anglais : diocese of Banjul) est une église particulière de l'Église catholique en Gambie. Exempt, il relève immédiatement du Saint-Siège. Il est membre de la conférence épiscopale de Gambie et Sierra Leone (en anglais : Inter-territorial catholic bishops’ conference of the Gambia and Sierra Leone)

## Territoire
Le diocèse de Banjul couvre l'intégralité de la Gambie.

## Histoire
La mission sui iuris de Gambie (en latin : missio sui iuris de Gambia) est érigée le 6 mai 1931, par la lettre apostolique Noster Africae du pape Pie XI.
Par la constitution apostolique Si qua exstet du 8 mars 1951, le pape Pie XII élève la mission sui iuris au rang de préfecture apostolique de Bathurst en Gambie (praefectura apostolica Bathurstensis in Gambia).
Par la constitution apostolique Qui regimen du 24 juin 1957, Pie XII élève la préfecture apostolique au rang de diocèse, sous le nom de diocèse de Bathurst en Gambie (dioecesis Bathurstensis in Gambia).
Par un décret du 9 mai 1974, la Congrégation pour l'évangélisation des peuples renomme le diocèse, diocèse de Banjul.

## Cathédrale
La cathédrale Notre-Dame de l'Assomption (en anglais : cathedral of Our Lady of the Assumption) de Banjul, dédiée à l'Assomption de sainte Marie, est la cathédrale du diocèse.

## Ordinaires

### Supérieurs ecclésiastiques de Gambie
- 1931-1946 : Giovanni Meehan, C.S.Sp.
- 1946-1951 : Matteo Farrelly, C.S.Sp.

### Préfet apostolique de Bathurst en Gambie
- 1951-1957 : Michael Joseph Moloney, C.S.Sp.

### Évêque de Bathurst en Gambie
- 1957-1974 : Michael Joseph Moloney, C.S.Sp.

### Évêques de Banjul
- 1974-1980 : Michael Joseph Moloney, C.S.Sp.
- 1981-2006 : Michael J. Cleary, C.S.Sp.
- 2006-2017 : Robert Patrick Ellison, C.S.Sp.
- depuis 2017 : Gabriel Mendy, C.S.Sp.